# Shillum
Ein Shillum (häufig auch Chillum genannt) ist ein konisches, etwa 10–20 cm langes Holz-, Ton- oder Steinrohr mit einer ebenfalls konischen Bohrung, die am dünnsten Ende etwa 5 mm misst, und dient zum Rauchen von Cannabisprodukten. Wegen der meist recht hohen Menge an Inhalt wird ein Shillum selten alleine geraucht.

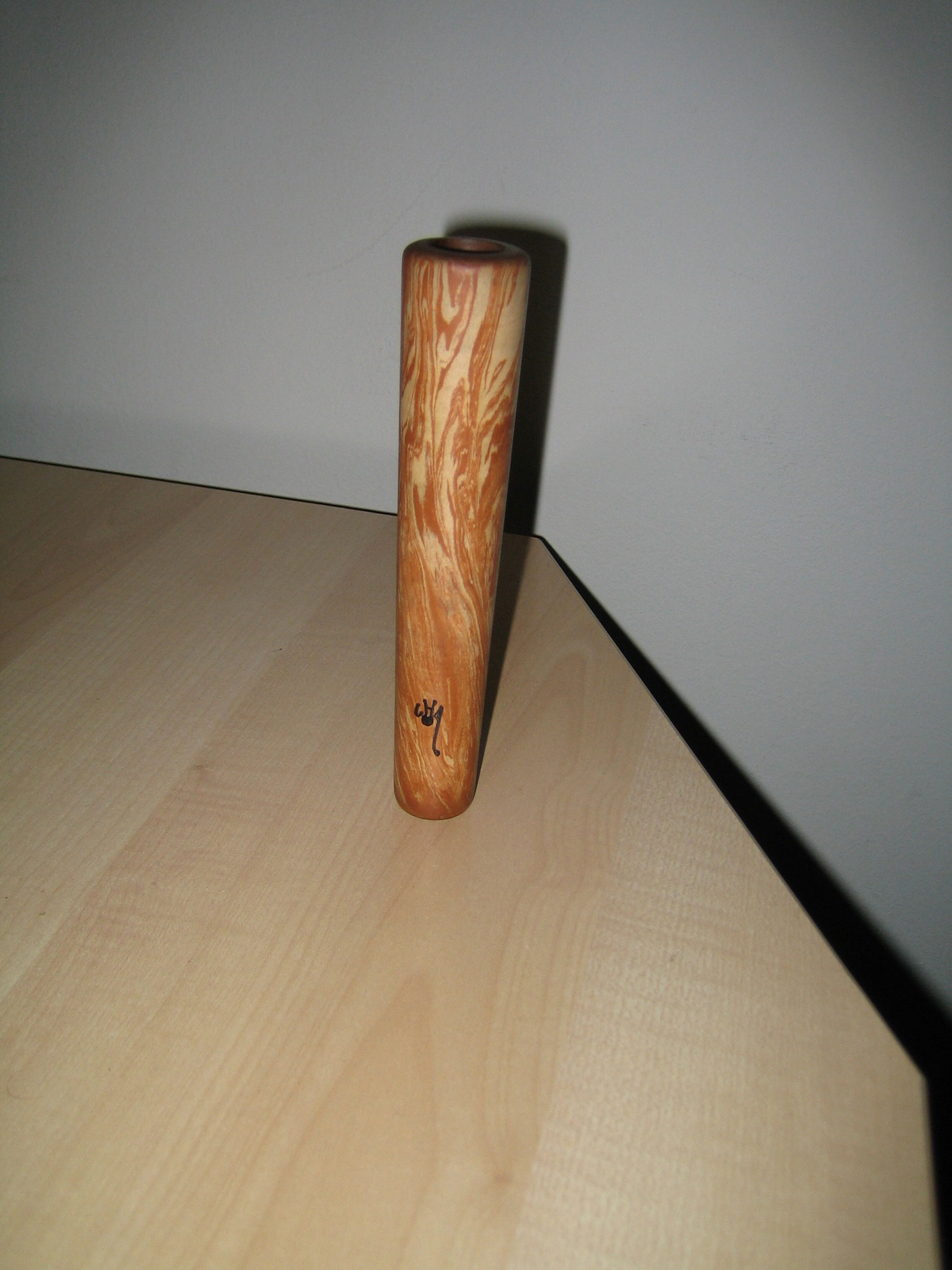
Shillum

## Herkunft
Ursprünglich kommt das Shillum vom indischen Subkontinent und dem Himalaya. Es dient dort seit Jahrhunderten u. a. den Sadhus zum rituellen Konsum primär von Haschisch. Die in der ersten Hälfte des 20. Jahrhunderts auf Jamaika entstandene Religion der Rastafari verwendet das Shillum ebenfalls zum rituellen Haschischkonsum.

## Gebrauch im Westen
Diese Form des Shillums wurde in den 60er-Jahren des 20. Jahrhunderts infolge der Hippie-Bewegung und den damit verbundenen Reisen nach Indien in Europa und den USA beliebt und wurde auch gern als Souvenir mitgebracht.
Wegen des relativ komplizierten Rauchvorgangs, der aufwändigen Reinigungsprozedur und durch die einfache Verfügbarkeit anderer effektiver Paraphernalien ist der Gebrauch seit den 90er-Jahren des 20. Jahrhunderts eher rückläufig. Am ehesten ist es noch bei älteren Konsumenten und in der Goa- oder Hippie-Trance-Szene verbreitet. Das einzige Land, wo es häufig noch zu sehen ist, ist Italien, wo mittlerweile mehr Shillums als in Indien hergestellt werden.

## Variationen
Auch Früchte oder Wurzelgemüse (z. B. eine Karotte) können als Shillum eingesetzt werden. Dabei wird das Objekt ausgehöhlt, bis es den Anforderungen eines Shillums entspricht. Diese „Öko-Shillums“ sind Einwegobjekte, können also ruhig kaputtgehen, sie sind schnell überall verfügbar und sehr kostengünstig in der Herstellung. Sie geben dem Rauch bisweilen einen süßlicheren Geschmack. Außerdem verhindern sie ein Durchbrennen der ganzen Portion, da das Cannabis etwas feuchter wird. Ein erneutes Anzünden ist also immer notwendig.

## Bong-Shillum
Heute wird als Shillum meist das Rohr einer Bong bezeichnet, das den Rauch durch das Wasser leitet. Die gängigsten Materialien hierfür sind Glas, Aluminium oder Acryl.

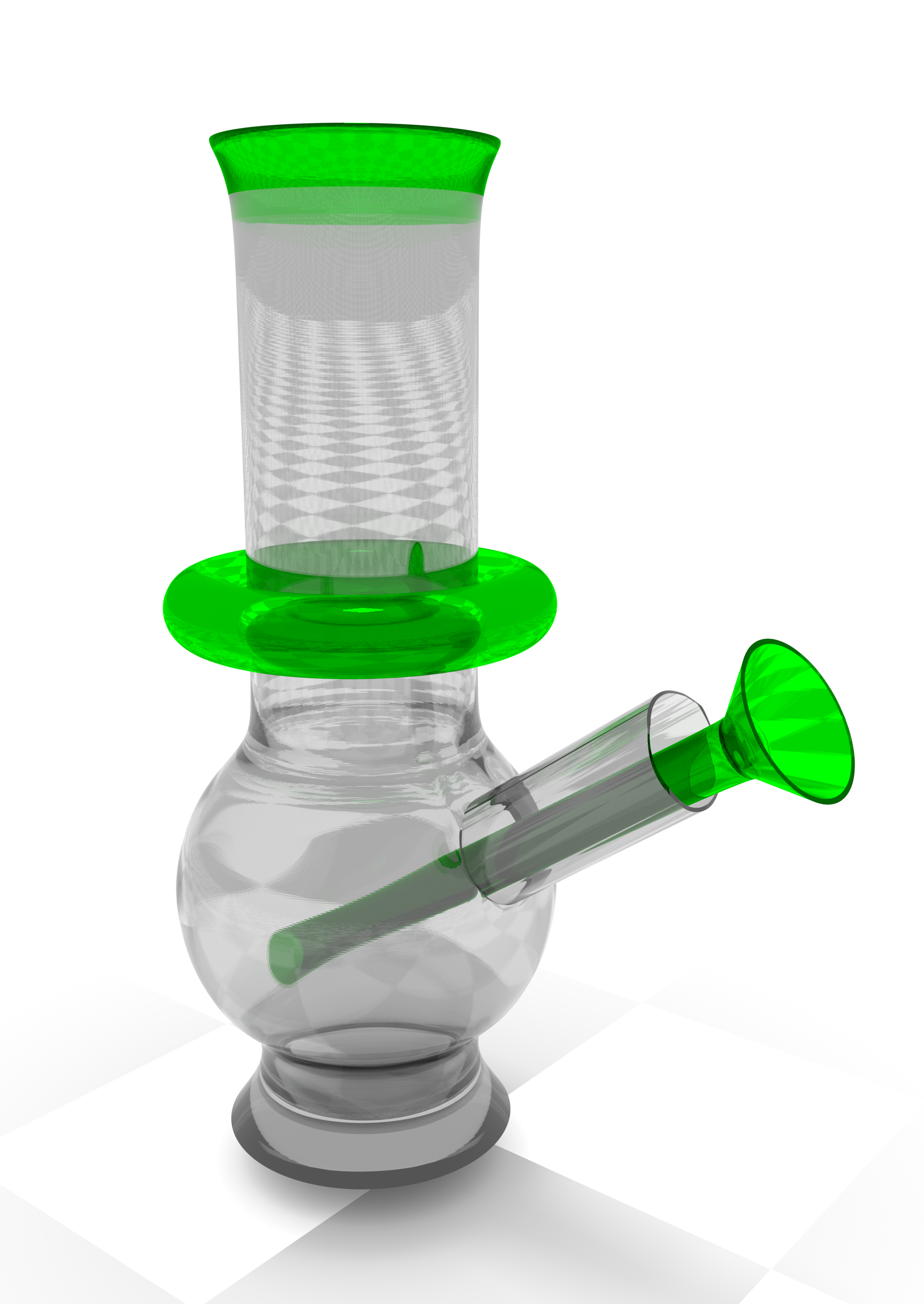
Bong

Glas-Shillums sind meist eine Einheit mit dem Kopf und mit einem Normschliff versehen. Gängig sind z. B. 14,5 mm, 18,8 mm und als Oberklasse 29,2 mm. Shillums mit Innenschliff nennt man Kupplung oder Adapter. In diesem Fall wird ein Steckkopf mit der gewünschten Form in den Adapter eingebracht.
Aluminium-Shillums sind an einem Ende mit einem Außengewinde versehen, auf das mittels eines Zwischenstücks mit Innengewinde der Kopf befestigt wird. So kann der Kopf zum Befüllen und Reinigen abgeschraubt werden, ohne dass das Rohr aus dem Wasser gezogen zu werden braucht.
Eine Variation ist das Diffusor-Shillum, welches an dem im Wasser befindlichen Bereich an der Seite mehrere kleine Bohrungen aufweist. Dadurch verteilt sich der Rauch in kleinere Luftblasen und schmeckt deutlich milder. Außerdem wird durch den gleichmäßigeren Luftzug verhindert, dass beim Anzünden das Feuer erlischt.
Üblicherweise werden Shillums für Bongs, die keine untrennbare Einheit mit dem Kopf bilden, auch als Fallrohr bezeichnet.